# Kraftwerk Boxberg
Das Kraftwerk Boxberg, obersorbisch Hamorska milinarnja, ist ein deutsches Braunkohlekraftwerk in Boxberg/O.L. in der Oberlausitz (Sachsen) im Lausitzer Braunkohlerevier. Während seiner höchsten Ausbaustufe in den 1980er-Jahren war es mit einer Nennleistung von 3520 Megawatt das größte Kohlekraftwerk in der DDR.
Mit einem CO2-Ausstoß von 15,5 Mio. Tonnen verursachte das Kraftwerk im Jahr 2021 die fünfthöchsten Treibhausgasemissionen aller europäischen Kraftwerke.
Das von der Lausitz Energie Kraftwerke AG (LEAG) betriebene Kraftwerk ist mit der Nennleistung von 2575 Megawatt seit 31. März 2024 das größte Kraftwerk Deutschlands.

## Aufbau und technische Daten

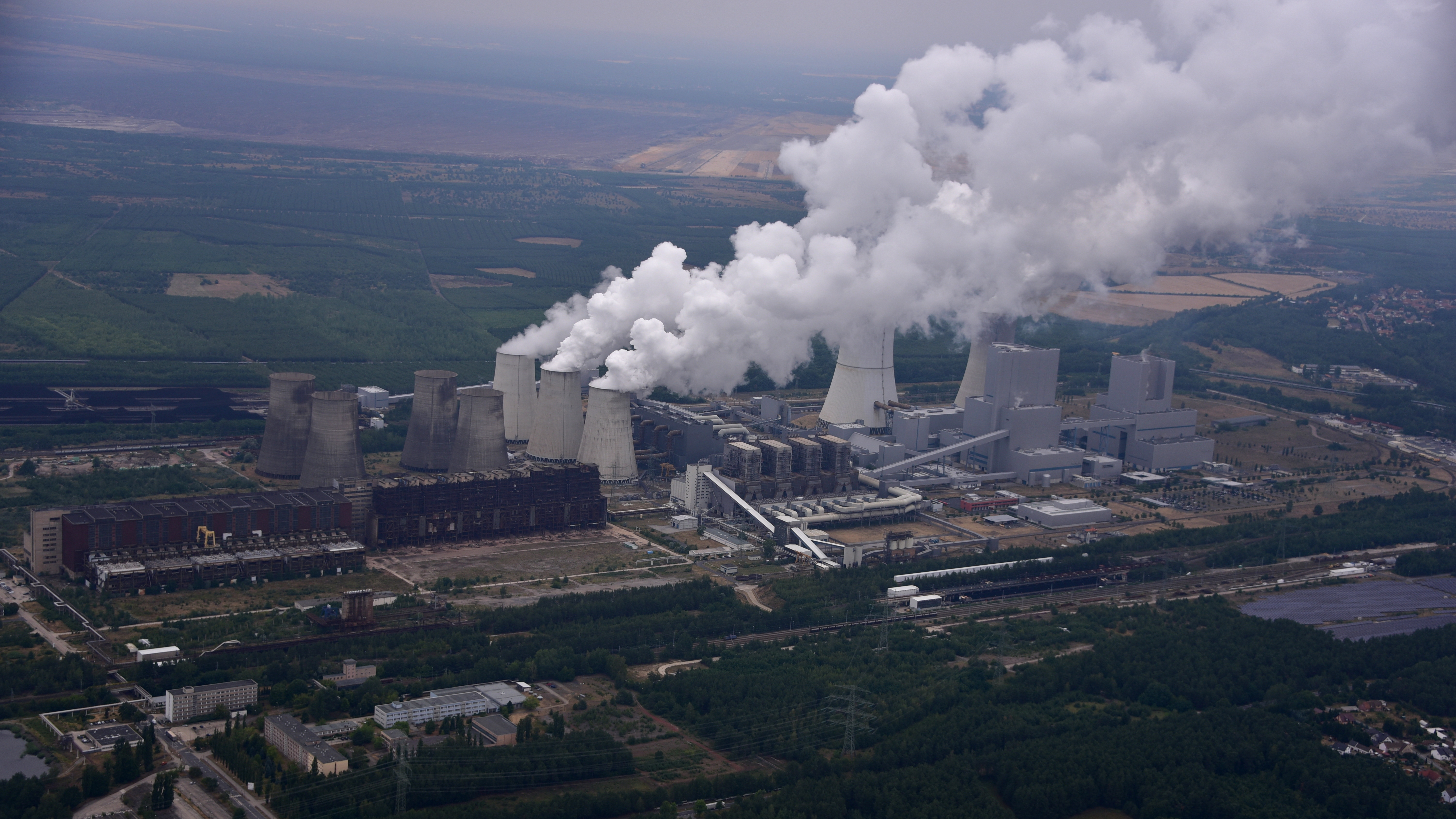
Kraftwerk Boxberg, Luftaufnahme (2019)

Die Gesamtnennleistung verteilt sich auf vier Kraftwerksblöcke. Das Werk 3 mit seinen beiden 500-MW-Blöcken wurde von 1993 bis 1995 modernisiert und unter anderem mit einer Rauchgasentschwefelungsanlage nachgerüstet. Das Werk 4 (Block Q) mit einer Leistung von 900 MW (durch Ertüchtigung bis zu 907 MW) wurde von 1996 bis 2000 neu gebaut und speist seit dem Jahr 2000 Strom in das Verbundnetz ein. Der Block R hat eine Leistung von 675 MW, die seit dem Herbst 2012 eingespeist wird.
Der Wirkungsgrad der älteren Anlage liegt bei etwa 36 %, während die neu errichtete Anlage annähernd einen Wirkungsgrad von 42 % erreicht. Auch die Kühlung erfolgt bei den Anlagen getrennt: Während Werk 3 von drei Kühltürmen gekühlt wird, haben die beiden neueren Blöcke jeweils nur noch einen, dafür wesentlich leistungsstärkeren Kühlturm. Ein Teil der bei der Stromerzeugung entstehenden Wärme wird aus dem Prozess ausgekoppelt und zur Fernwärmeversorgung am Standort, für die Gemeinde Boxberg und für die Stadt Weißwasser genutzt.
Der tägliche Braunkohleverbrauch des Kraftwerks beträgt bis zu 50.000 Tonnen. Die Kohle kommt zum größten Teil aus den nahegelegenen Braunkohletagebauen Nochten und Reichwalde, wo sie aus einem 12 Meter mächtigen Flöz abgebaut wird, das 65 bis maximal 100 Meter tief liegt. Die jährliche Fördermenge beträgt etwa 17 Millionen Tonnen Rohbraunkohle.
Der Netzanschluss erfolgt über die Schaltanlage Bärwalde auf der 380-kV-Höchstspannungsebene in das Netz von 50Hertz Transmission.

## Geschichte
Das erste Kraftwerk am Standort Boxberg wurde 1966 durch den VEB BMK Kohle und Energie errichtet. Anfang der 1980er-Jahre waren bereits 14 Kraftwerksblöcke mit einer installierten Leistung von 3520 MW in Betrieb (12 × 210 MW + 2 × 500 MW). Zu dieser Zeit war Boxberg neben dem Kernkraftwerk Greifswald das größte Kraftwerk der DDR und das größte europäische Kraftwerk auf Braunkohlebasis und bot 4.600 Menschen Arbeit. Der VEB Kraftwerk Boxberg als Betreiber der Kraftwerksanlage gehörte ab 1980 dem Kombinat Braunkohlekraftwerke an. 
Nach der Wiedervereinigung Deutschlands wurden die meisten Kraftwerksblöcke aufgrund der nicht den bundesdeutschen Anforderungen entsprechenden Filtertechnik und Effizienz stillgelegt. Bis heute befinden sich Altanlagen des Kraftwerks Boxberg im Rückbau. So wurden die beiden Werke 1 und 2 mit insgesamt zwölf Blöcken mit je 210 MW im Zeitraum von 1993 bis 1998 stillgelegt. Am 13. April 2006 wurden vier der gesamt neun unbenutzten Kühltürme des Altwerkes gesprengt.

### Schornsteineinsturz 1984
1984 stürzte der erst 1983 in Betrieb genommene 150 m hohe Stahlbetonschornstein „Interimsschornstein B“ komplett ein. Oberhalb der Rauchgaseinführung kam es in etwa 40 m Höhe zum Bruch aufgrund einer Minderfestigkeit des Betons, nachdem der Schornstein im Windschatten eines 300-m-Schornsteins durch Windböen zu Schwingungen angeregt worden war.

### Unfall im Januar 1987
Im Winter 1986/1987 herrschte auch in weiten Teilen der DDR eine extreme Kälte, wodurch ein erhöhter Kohle- und Strombedarf und Probleme bei der Beschickung der Braunkohlekraftwerke resultierten. Die mit Erde vergleichbare feuchte Rohbraunkohle lagerte auf Halden und gefror dort und auch in Güterwagen. Am 14. Januar 1987 wurde Block 13 heruntergefahren und der Turbogenerator wurde vom Netz getrennt. Wegen einer kaputten Fensterscheibe gefror in der Druckluftleitung eines Leistungsschalters Kondenswasser. Das führte zum einphasigen zweisträngigen Rückschalten des Generators. Auf den Läufer des Generators wirkten nun starke Momente, er geriet in starke Schwingungen, was wiederum starke Vibrationen am Generator und dem umliegenden Maschinenhaus zur Folge hatte Anm.. Der Generator war über eine ca. 50 cm starke Verbindungswelle mit der Turbine gekuppelt. Der Flansch der Welle und die Verbindungsbolzen wurden dadurch abgeschert. Ein Lagerbock, der dort die Welle stützte, wurde weggeschleudert. Umherfliegende Trümmer zerrissen Leitungen, unter anderem die des Wasserstoff-Kühl- und des Dichtölsystems. Der Wasserstoff entzündete sich. Die Pumpen des Dichtölsystems des Generators ließen sich nicht abschalten, um den Brand einzudämmen. Infolge der Hitze des Feuers erweichten die Stahlträger der Dachkonstruktion und das etwa 22 m hohe Gebäude stürzte ein. Der Brand erfasste auch das Maschinenhaus von Block 14, dessen Generator nun per Not-Abschaltung vom Netz ging. Es kam zu keinen Personenschäden.
Der Ausfall von 1000 MW Kraftwerksleistung führte zu Engpässen in der Elektroenergieversorgung der DDR. Der Staatsrat der DDR leitete eine Untersuchung ein, so konnte ein zunächst vermuteter Sabotageakt ausgeschlossen werden.
Zur Beseitigung der Havariefolgen wurden auch Soldaten eingesetzt, später wurde schwere Technik gar aus der damaligen BRD herangeschafft und es wurden Fachkräfte ersetzt. Die Wiederinbetriebnahme verzögerte sich bis Oktober/November 1987.
Über 750-kV-Energieverbundleitungen wurden in dieser Zeit aus der Sowjetunion stabil um die 5000 MW nach Osteuropa geliefert. Die DDR hatte wegen ihres geringen Beitrages zum Bau der Leitungen jedoch wenig Energie zu erwarten. Elektrischer Strom wurde daher von Österreich bezogen und über die Tschechoslowakei und Polen in die DDR geliefert.
Dieser Unfall hätte vermieden werden können, wenn nicht aufgrund eines Neuerervorschlages der Generatorleistungsschalter (GLS) „eingespart“ worden wäre. Somit gab es nur auf 380 kV-Seite (Netz) des Blocktransformators einen Leistungsschalter, nicht aber auf der 20 kV-Seite (Generator). 

### Unfall im September 2000
Am 10. September 2000 ereignete sich ein schwerer Unfall, bei dem eine Frischdampfleitung barst und Dampf austrat, der zwei Mitarbeitern schwere Verbrennungen zufügte. Die beiden Verletzten wurden in Spezialkliniken nach Berlin und Leipzig geflogen. Einer der beiden Mitarbeiter verstarb.
Eine angrenzende Bekohlungsanlage sowie Anlagen des Nachbarblocks wurden beschädigt.

### Zustellung Werk IV (Block Q)
Am 5. Oktober 2000 wurde der Block Q offiziell in Betrieb genommen. Der Grundstein für den zunächst mit 907 MW ausgelegten Kraftwerksblock wurde 1994 gelegt. 1999 wurde der 176 Meter hohe Kühlturm fertiggestellt, am 28. Januar 2000 erfolgte die erste Kesselfahrt und am 3. März die erste Netzschaltung.

### Block R
Am 16. Oktober 2006 begannen die Erdarbeiten für einen weiteren Kraftwerksblock (Block R) mit einer Leistung von 675 MW. Die Grundsteinlegung fand am 13. April 2007 statt. Um den neuen Block mit Kohle zu versorgen, wurde der gestundete Tagebau Reichwalde durch den damaligen Betreiber Vattenfall Europe Mining (vormals LAUBAG) wieder aktiviert. Damit die höhere Kohlemenge für das Kraftwerk bereitgehalten und zur Verfügung gestellt werden kann, entstand von Juni bis Oktober 2009 auf dem Kohlelagerplatz des Kraftwerkes ein neues, sogenanntes Schüttgut-Absetz-und-Wiederaufnahmegerät (ein Schaufelradbagger, kombiniert mit einem kleinen Absetzer).

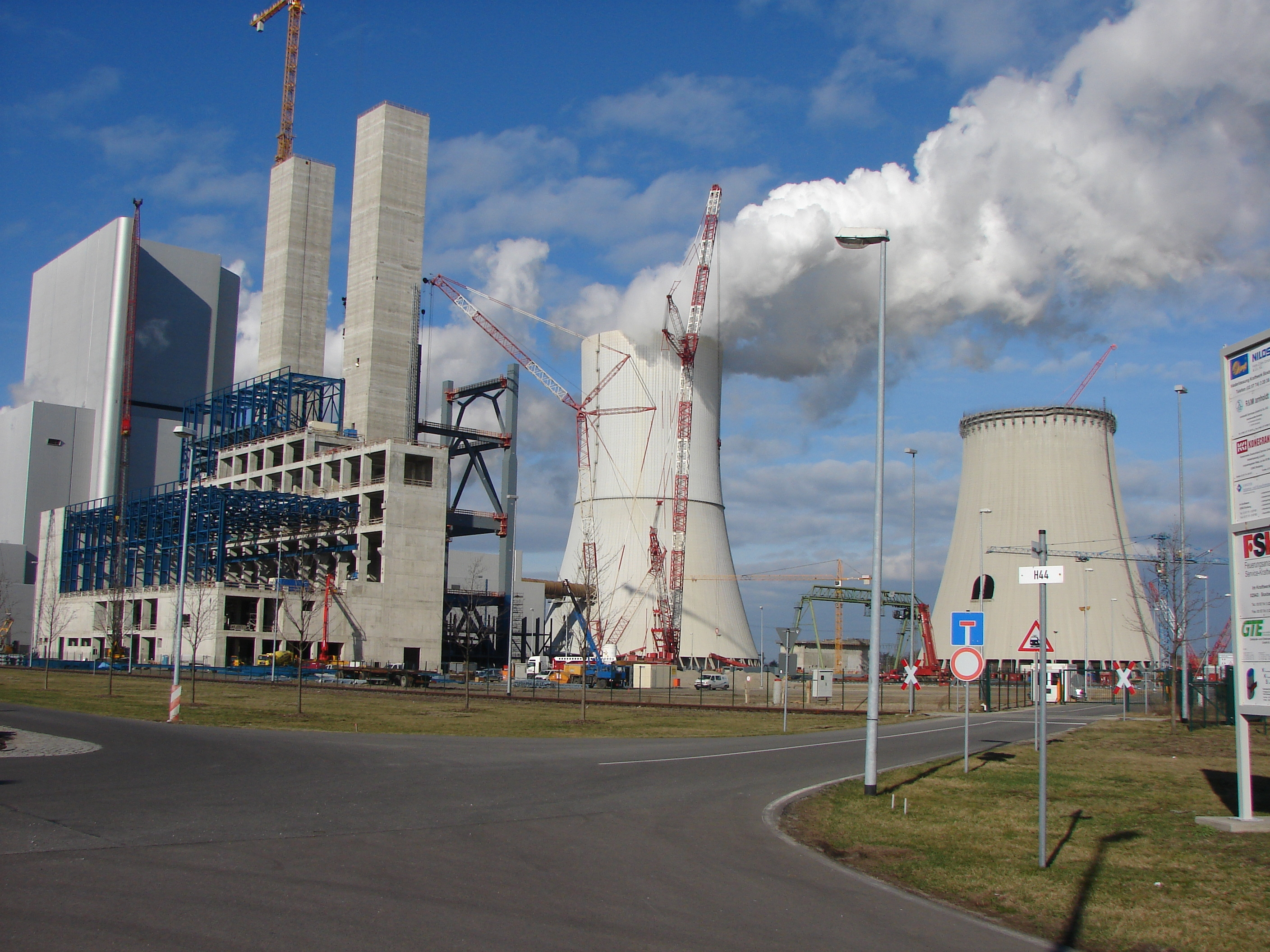
Block R während der Bauphase

Am 16. Februar 2012 erfolgte um 9:58 Uhr die erste Netzschaltung, bei der Strom vom Block R in das Verbundnetz gespeist wurde. Nach der anschließenden Testphase und einem geplanten zweimonatigen Erprobungsbetrieb, bei dem nicht durchgängig Strom eingespeist wurde, nahm der Block im Oktober 2012 offiziell den Dauerbetrieb auf. Die Inbetriebnahme hatte sich gegenüber der ursprünglichen Planung um zwei Jahre verzögert, da es wie auch bei anderen Kohlekraftwerksprojekten zu Problemen mit der im Kessel verwendeten Stahlsorte T24 gekommen war. Unter anderem auch deshalb erhöhten sich die Baukosten auf etwa 1 Mrd. Euro – ein Viertel mehr als vorgesehen. Der höchstmögliche Wirkungsgrad soll laut Angaben des damaligen Betreibers Vattenfall bis zu 43,7 % betragen.
Die Höhe des Kesselhauses beträgt 135 Meter und der Kühlturm ist 155 Meter hoch.

### Rückbau der Schornsteine

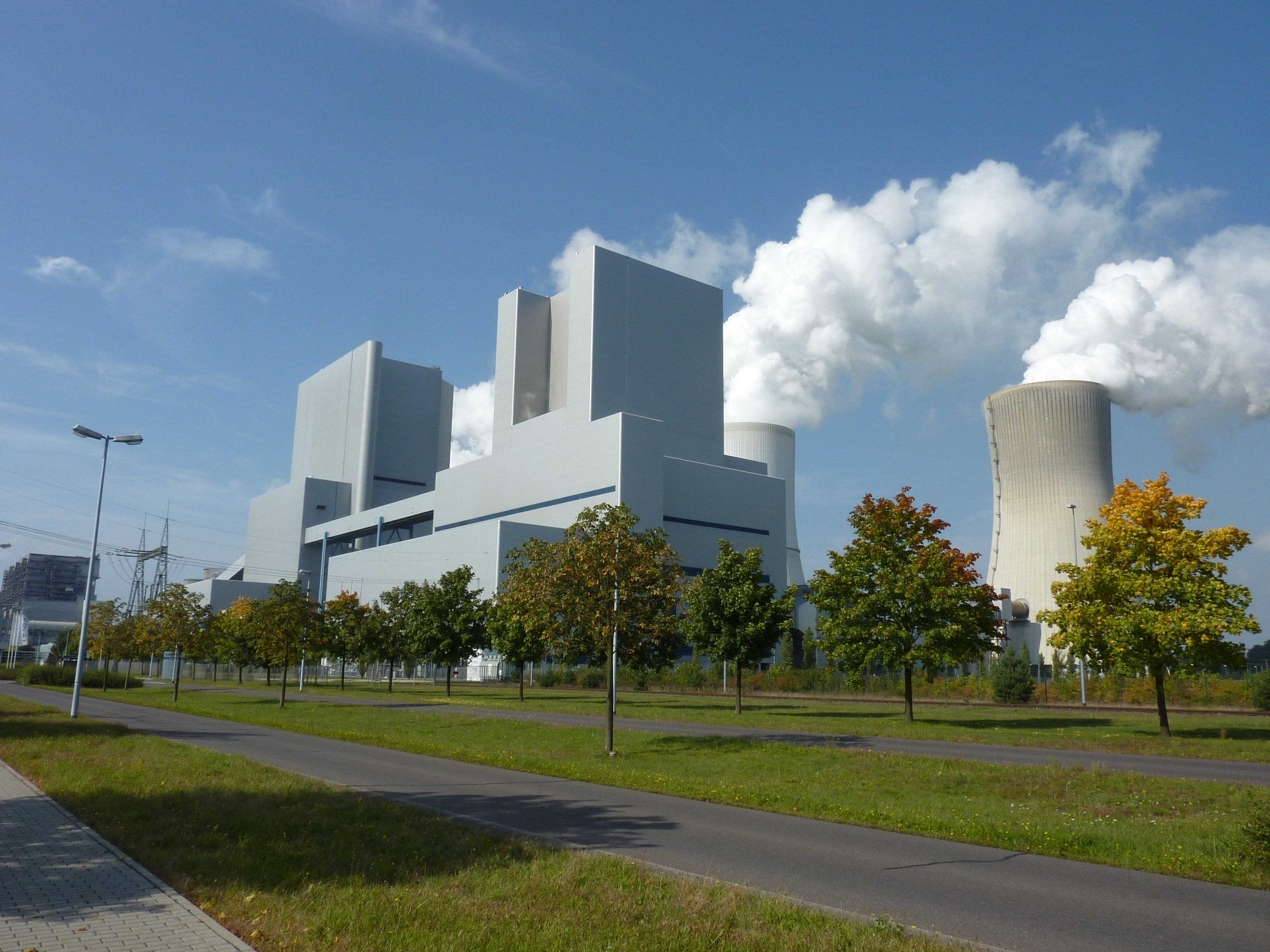
Block R nach der Fertigstellung

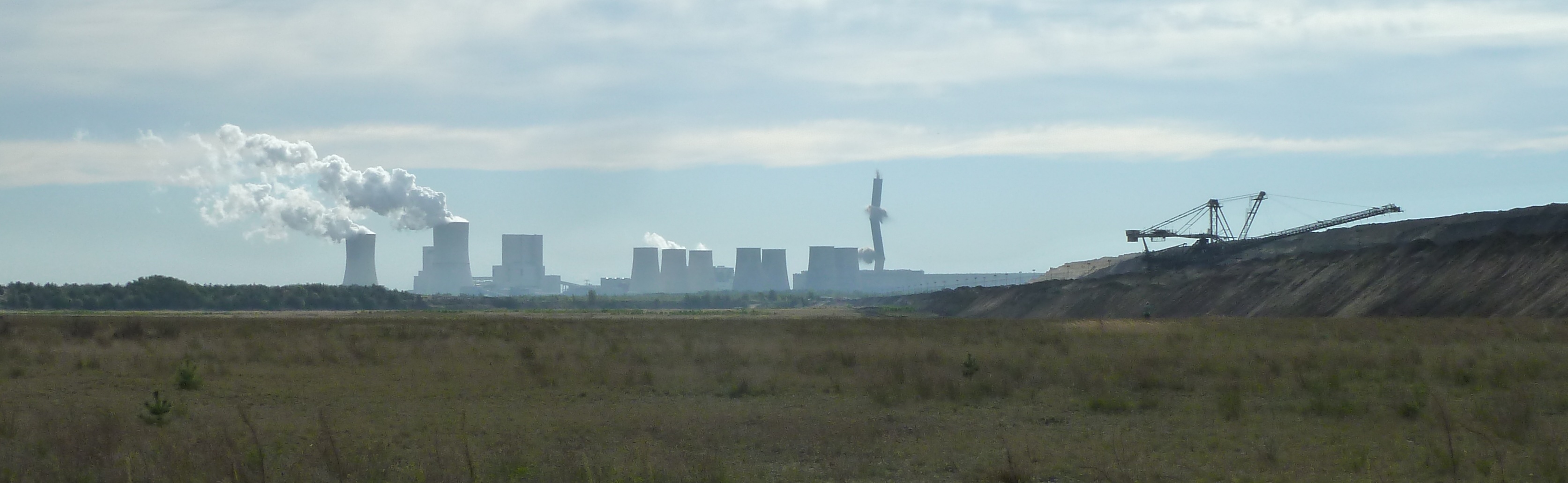
Sprengung des letzten Schornsteins am 6. Oktober 2012 um 11:00 Uhr

Im Jahr 2000 begann der Rückbau des Schornsteins des Werkes 3 als erstem von vier 300 m hohen Stahlbeton-Schornsteinen. Ein Sprengabbruch konnte aus Gründen der sich in der Nähe befindlichen Anlagen der Rauchgasreinigung und Entaschung nicht durchgeführt werden. Aus diesem Grund kam eine Spezialabbruchmaschine mit drei aufgesetzten Spezialbaggern mit hydraulischen Abbruchzangen von 500 t zum Einsatz. Damit wurden der Schaft und das Futtermauerwerk segmentweise abgebrochen. Durch Ein- und Ausfahren der drehbaren Auflagerbühnen wurde die Abbruchmaschine auf die neu hergestellte Arbeitsebene abgesenkt. In gleicher Folge wurde der Schornstein abschnittsweise abgetragen. Der Betonabbruch wurde innen über eine Fuchsöffnung abgefahren. Eine äußere Kletterbühne gewährleistete einen Schutz vor unbeabsichtigt herabfallen Abbruchmaterialien über die Außenseite. Im gleichen Verfahren werden die 300-m-Schornsteine des Kraftwerkes Jänschwalde abgetragen.

Von den drei übrigen 300-m-Schornsteinen wurden zwei am 9. Mai 2009 gegen 11 Uhr gesprengt. Um dies zu ermöglichen, mussten die ehemalige Bekohlungsanlage und eine Kohlebandbrücke abgebaut werden. Der dritte Schornstein sollte wegen seiner Nähe zum aktiven Kraftwerk nicht gesprengt werden, nachdem es 1999 bei einer Sprengung im Kraftwerk Schwarze Pumpe bereits zu unerwünschten Zerstörungen gekommen war. Er sollte schrittweise von innen heraus abgebaut werden, jedoch ließ die undokumentierte, sehr massive Stahlbetonkonstruktion keinen vollständigen Rückbau auf diese Weise zu. Letztlich wurde die Hülle des entkernten Schornsteins am 6. Oktober 2012 um 11:00 Uhr gesprengt.

Sprengung am 9. Mai 2009 vom Ufer des Bärwalder Sees aus betrachtet
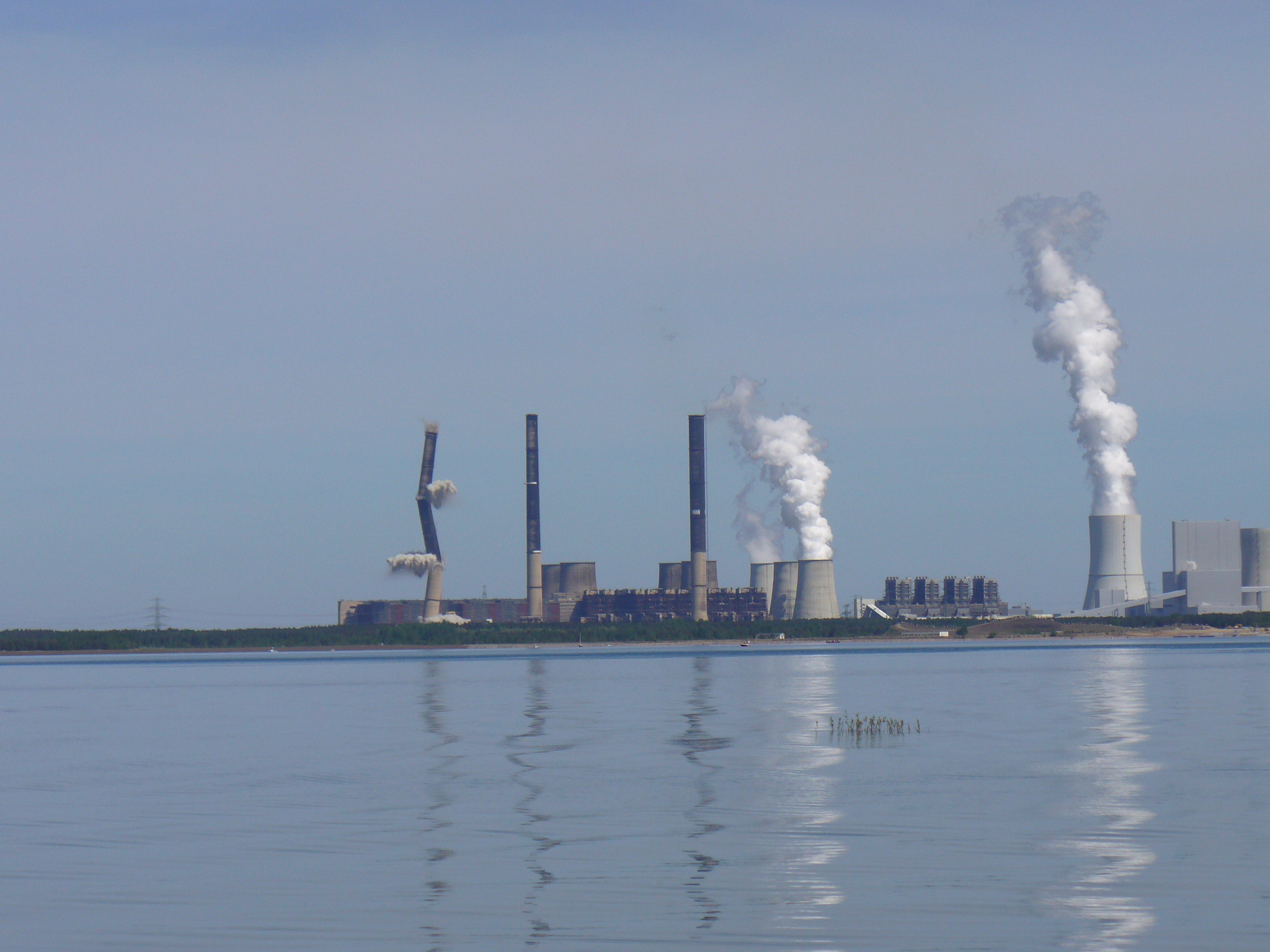
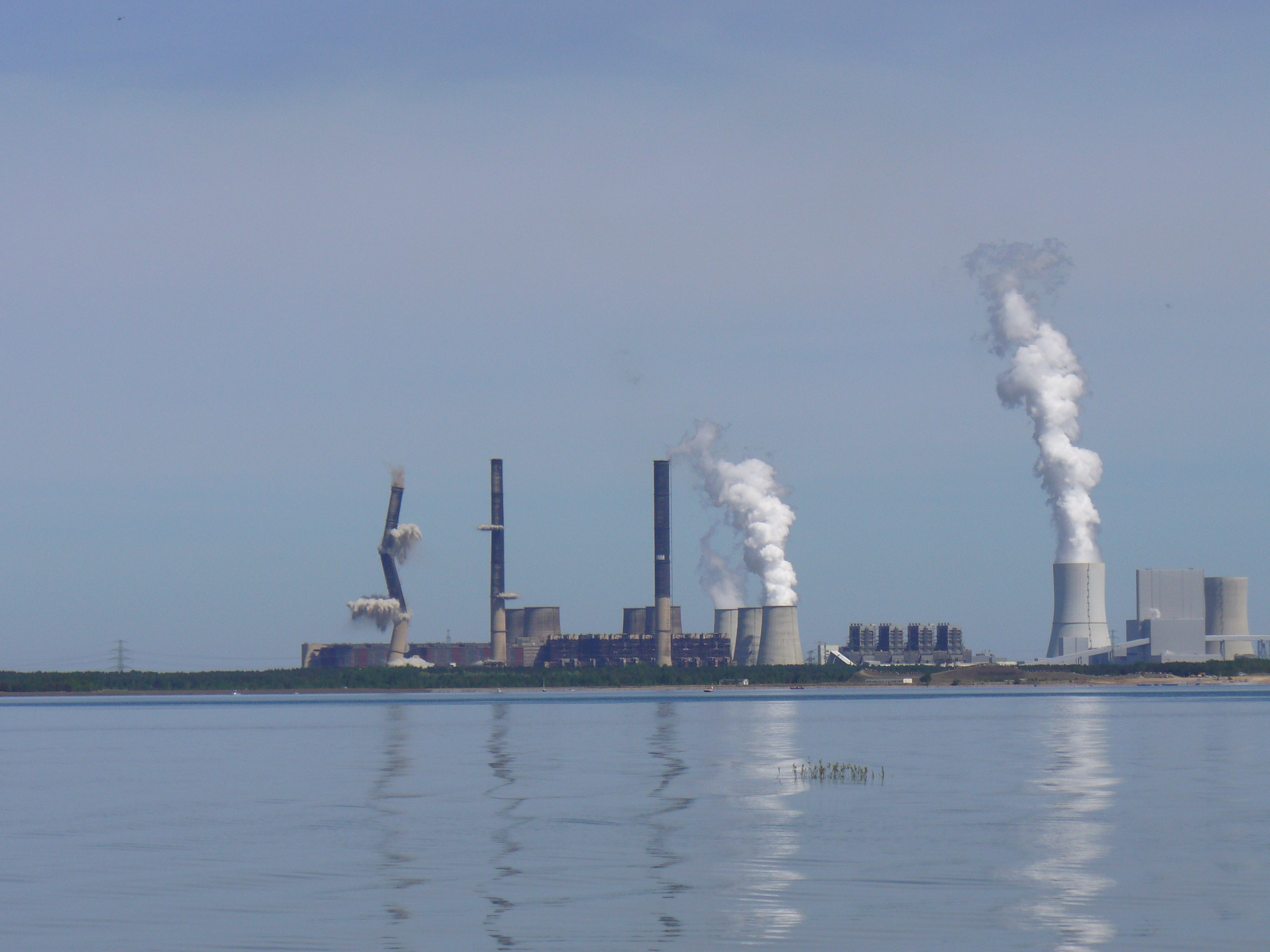
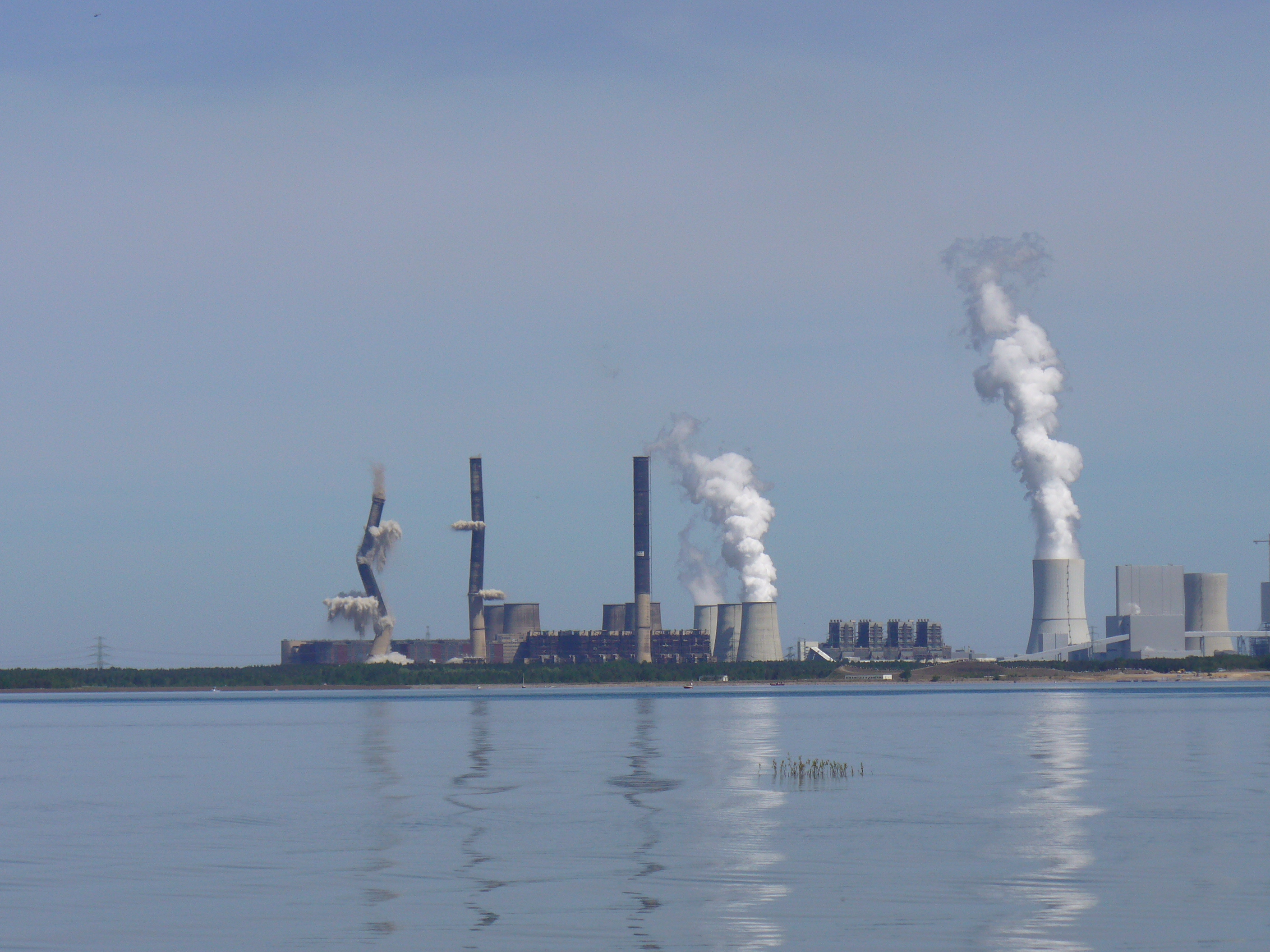
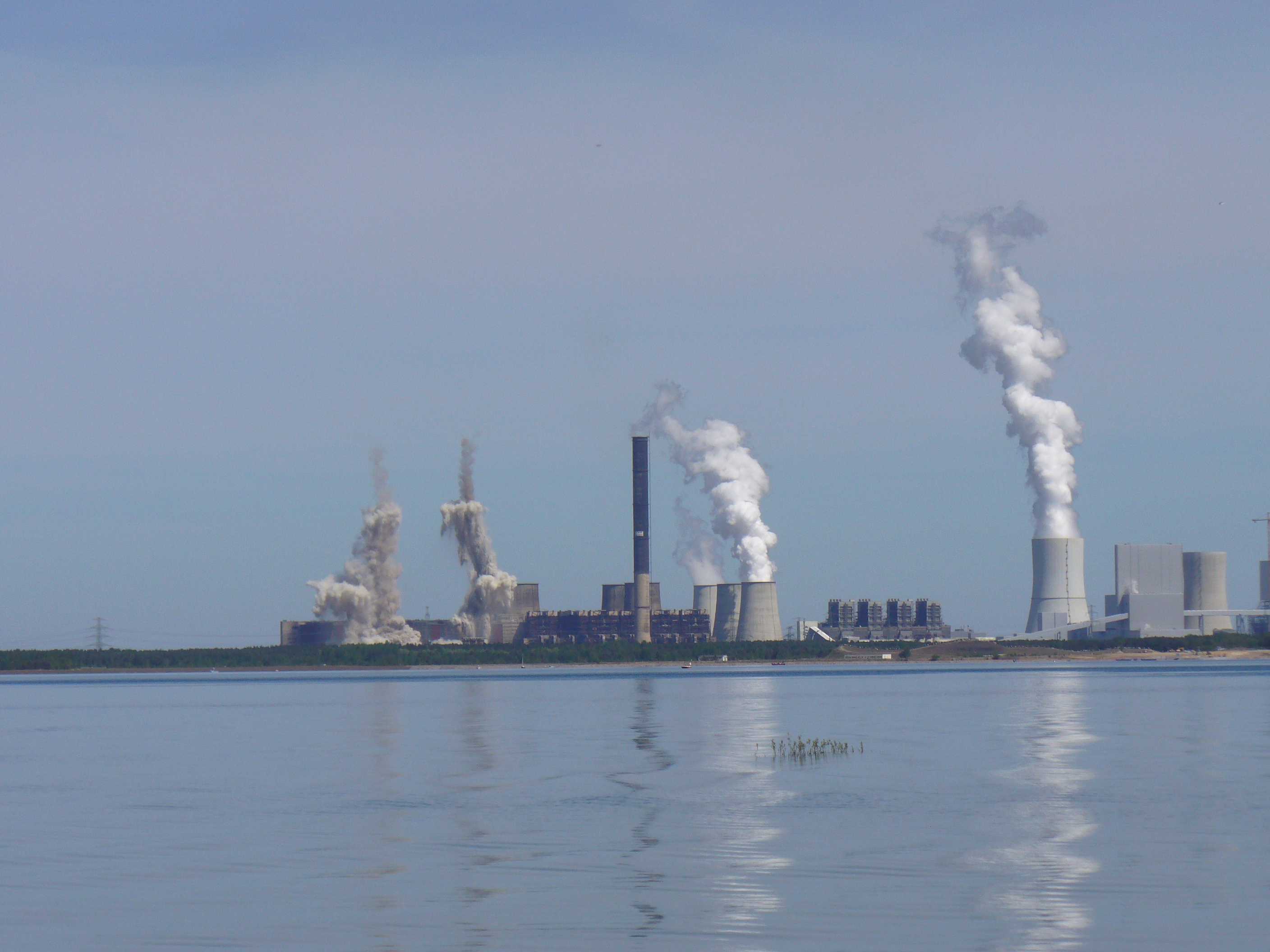
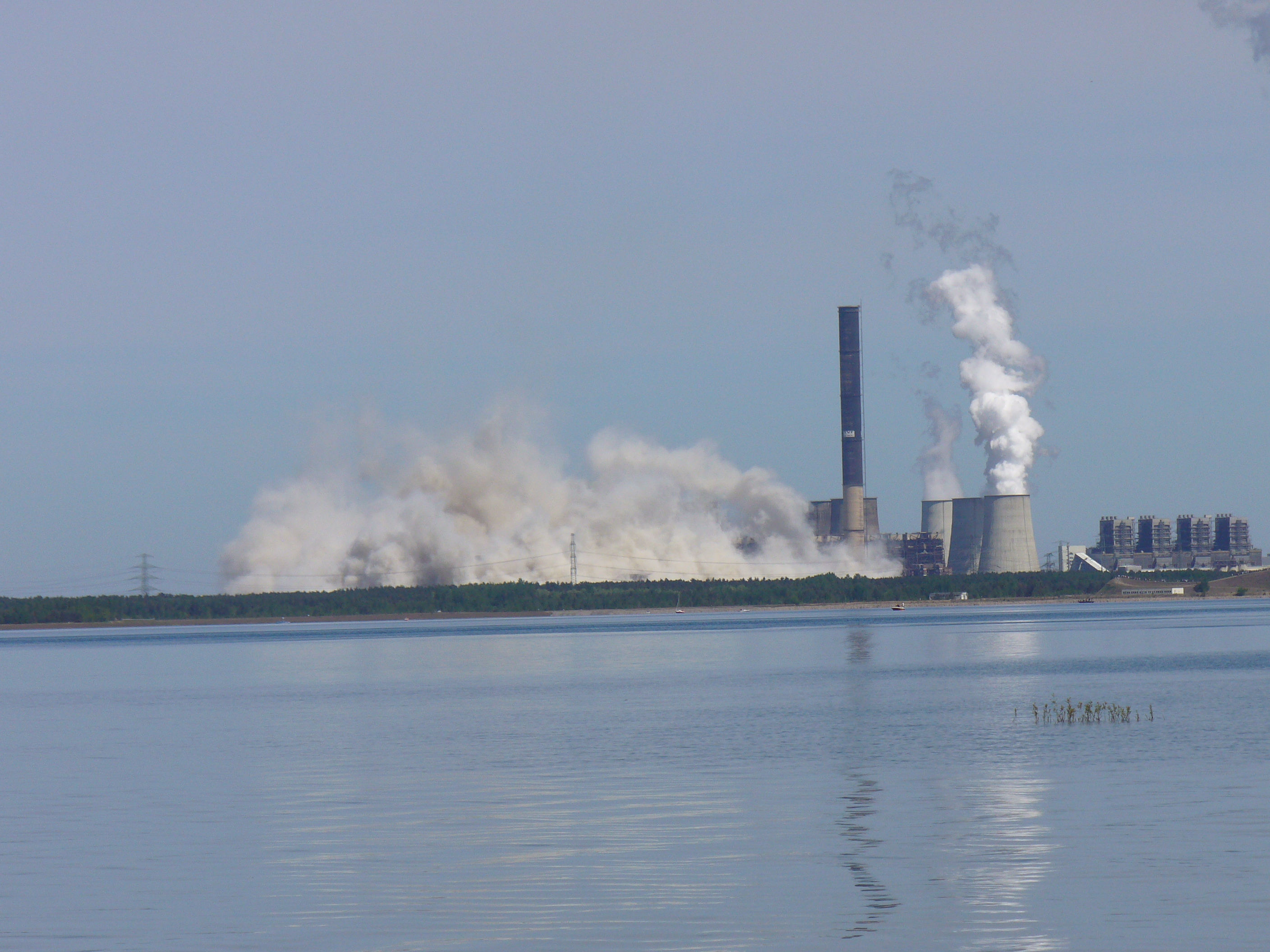

## Emission von Schadstoffen und Treibhausgasen
Kraftwerkskritiker bemängeln am Kraftwerk Boxberg die hohen Emissionen an Stickstoffoxiden, Schwefeloxiden, Quecksilber und Feinstaub, an dem Krebs erzeugende Substanzen (Blei, Cadmium, Nickel, PAK, Dioxine und Furane) haften können. Eine von Greenpeace bei der Universität Stuttgart in Auftrag gegebene Studie kommt 2013 zu dem Ergebnis, dass die 2010 vom Kraftwerk Boxberg (vor Inbetriebnahme von Block R) ausgestoßenen Feinstäube und die aus Schwefeldioxid-, Stickoxid- und NMVOC-Emissionen gebildeten sekundären Feinstäube statistisch zu 1.756 verlorenen Lebensjahren führen. Auf der Liste der „gesundheitsschädlichsten Kohlekraftwerke Deutschlands“ rangiert das Kraftwerk Boxberg daher auf Platz 6. Vattenfall kritisiert an dieser Studie, dass sie „[…] wichtige Fakten und Erkenntnisse zum Thema Emissionen aus[blendet], mit der klaren Absicht, den Energieträger Kohle zu diskreditieren und den Menschen Angst zu machen“ und verweist auf die deutliche Unterschreitung der gesetzlichen Emissionsgrenzwerte durch seine Kraftwerke.
Außerdem stehen angesichts des Klimawandels die CO2-Emissionen des Kraftwerkes in der Kritik. Auf der im Mai 2007 vom WWF herausgegebenen Liste der klimaschädlichsten Kraftwerke in der EU rangierte das Kraftwerk Boxberg im Jahr 2006 auf Rang 10 in Europa und auf Rang 6 in Deutschland (1100 g CO2 pro Kilowattstunde) nach den Kraftwerken Niederaußem, Jänschwalde, Frimmersdorf, Weisweiler und Neurath. In absoluten Zahlen hatte das Kraftwerk Boxberg im Jahr 2006 den siebthöchsten Kohlendioxid-Ausstoß in Europa, nach dem Kraftwerk Bełchatów (Polen), den vier genannten deutschen Braunkohlekraftwerken und dem Kraftwerk Drax (England).
Das Kraftwerk Boxberg meldete folgende Emissionen im europäischen Schadstoffregister „PRTR“:
| Luftschadstoff                           | 2007              | 2010              | 2011              | 2012              | 2013              |
| ---------------------------------------- | ----------------- | ----------------- | ----------------- | ----------------- | ----------------- |
| Kohlendioxid (CO2)                       | 16.300.000.000 kg | 15.100.000.000 kg | 16.200.000.000 kg | 15.900.000.000 kg | 19.200.000.000 kg |
| Schwefeldioxide (als SOx/SO2)            | 9.880.000 kg      | 7.810.000 kg      | 11.400.000 kg     | 11.700.000 kg     | 14.000.000 kg     |
| Stickstoffoxide (NOx/NO2)                | 10.700.000 kg     | 10.700.000 kg     | 11.200.000 kg     | 11.300.000 kg     | 14.000.000 kg     |
| Kohlenmonoxid (CO)                       | 4.790.000 kg      | 4.570.000 kg      | 5.990.000 kg      | 5.550.000 kg      | 6.530.000 kg      |
| Feinstaub (PM10)                         | 202.000 kg        | 167.000 kg        | 277.000 kg        | 600.000 kg        | 460.000 kg        |
| Distickstoffoxid (N20)                   | 172.000 kg        | 171.000 kg        | 191.000 kg        | 191.000 kg        | 238.000 kg        |
| Anorganische Chlorverbindungen (als HCl) | 95.400 kg         | 92.100 kg         | 118.000 kg        | 93.400 kg         | 104.000 kg        |
| Blei und Verbindungen (als Pb)           | 263 kg            | 236 kg            | 326 kg            | keine Angaben     | 324 kg            |
| Quecksilber und Verbindungen (als Hg)    | 110 kg            | 226 kg            | 273 kg            | 235 kg            | 370 kg            |
| Chrom und Verbindungen (als Cr)          | keine Angaben     | keine Angaben     | 182 kg            | 168 kg            | 170 kg            |
| Nickel und Verbindungen (als Ni)         | 311 kg            | 152 kg            | 230 kg            | 87 kg             | 79 kg             |
| Kupfer und Verbindungen (als Cu)         | keine Angaben     | 104 kg            | 130 kg            | 104 kg            | keine Angaben     |
| Arsen und Verbindungen (als As)          | keine Angaben     | keine Angaben     | keine Angaben     | 50,6 kg           | 58 kg             |
| Cadmium und Verbindungen (als Cd)        | keine Angaben     | keine Angaben     | 22 kg             | 13,7 kg           | keine Angaben     |

Weitere typische Schadstoffemissionen wurden nicht berichtet, da sie im PRTR erst ab einer jährlichen Mindestmenge meldepflichtig sind, z. B. Dioxine und Furane ab 0,0001 kg, Cadmium ab 10 kg, Arsen ab 20 kg, Chrom ab 100 kg, Blei und Zink ab 200 kg, anorganische Fluorverbindungen ab 5.000 kg, Ammoniak sowie Lachgas (N2O) ab 10.000 kg, flüchtige organische Verbindungen außer Methan (NMVOC) ab 100.000 kg.
Die Europäische Umweltagentur hat die Kosten der Umwelt- und Gesundheitsschäden der 28.000 größten Industrieanlagen in der Europa anhand der im PRTR gemeldeten Emissionsdaten mit den wissenschaftlichen Methoden der Europäischen Kommission abgeschätzt. Danach verursacht das Kraftwerk Boxberg die elfthöchsten Schadenskosten aller europäischen Industrieanlagen.
| Verursacher          | Schadenskosten | Einheit         | Anteil    |
| -------------------- | -------------- | --------------- | --------- |
| Kraftwerk Boxberg    | 0,713–1,059    | Milliarden Euro | 0,7–1,0 % |
| Summe 28.000 Anlagen | 102–169        | Milliarden Euro | 100 %     |

## Abschaltung
Am 16. Januar 2020 beschloss die Bundesregierung, dass im Kohlekraftwerk Boxberg die ersten beiden Blöcke (Blöcke N und P, Werk 3) bis Ende 2029 und die restlichen Blöcke bis 2038 abgeschaltet werden sollen.